# Libnotes trunculata
Libnotes trunculata är en tvåvingeart som först beskrevs av Alexander 1976.  Libnotes trunculata ingår i släktet Libnotes och familjen småharkrankar.
Artens utbredningsområde är Nigeria. Inga underarter finns listade i Catalogue of Life.